# Azulejo

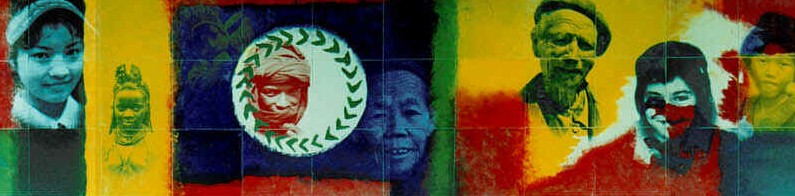
Fragmento del mural cerámico de 180 por 1,20 metros, que recorre los dos andenes de la estación Feria de Madrid (anteriormente Campo de las Naciones) del Metro de Madrid.

El azulejo o ladrillo azulejo (del árabe hispano «azzuláyǧ[a]», y a su vez del árabe الزليج az-zulaiŷ, «barro vidriado»), es una pieza alfarera de cerámica, similar a la baldosa, de poco espesor y con una de sus caras vidriada (resultado de la cocción de una sustancia a base de esmalte que se torna impermeable y brillante). Presenta muy diversas formas geométricas, siendo las más abundantes el cuadrado y el rectangular. La parte decorada puede estar decorada en un tono o color —monocromo— o en varios colores —policromo—, con superficie lisa o en relieve. Asociado de forma tradicional a la construcción y la arquitectura, el azulejo se ha empleado tanto en el revestimiento de superficies interiores como exteriores; asimismo puede aparecer como elemento decorativo aislado, o con valor representativo, a modo de cuadro o ilustración.
Aplicados en paredes, pavimentos y techos de viviendas, palacios y arquitectura religiosa, o en jardines y redes del ferrocarril metropolitano, los temas de la decoración abarcan un amplio abanico, desde sencillas composiciones geométricas o vegetales hasta barrocos episodios históricos, escenas mitológicas, iconografía religiosa y motivos costumbristas.
Su presencia ha sido determinante en la estética de la arquitectura hispanomusulmana y en el arte hispanomusulmán en general, destacando su evolución en el mudéjar y en la loza portuguesa y española desde el siglo XVIII.

## Azulejería

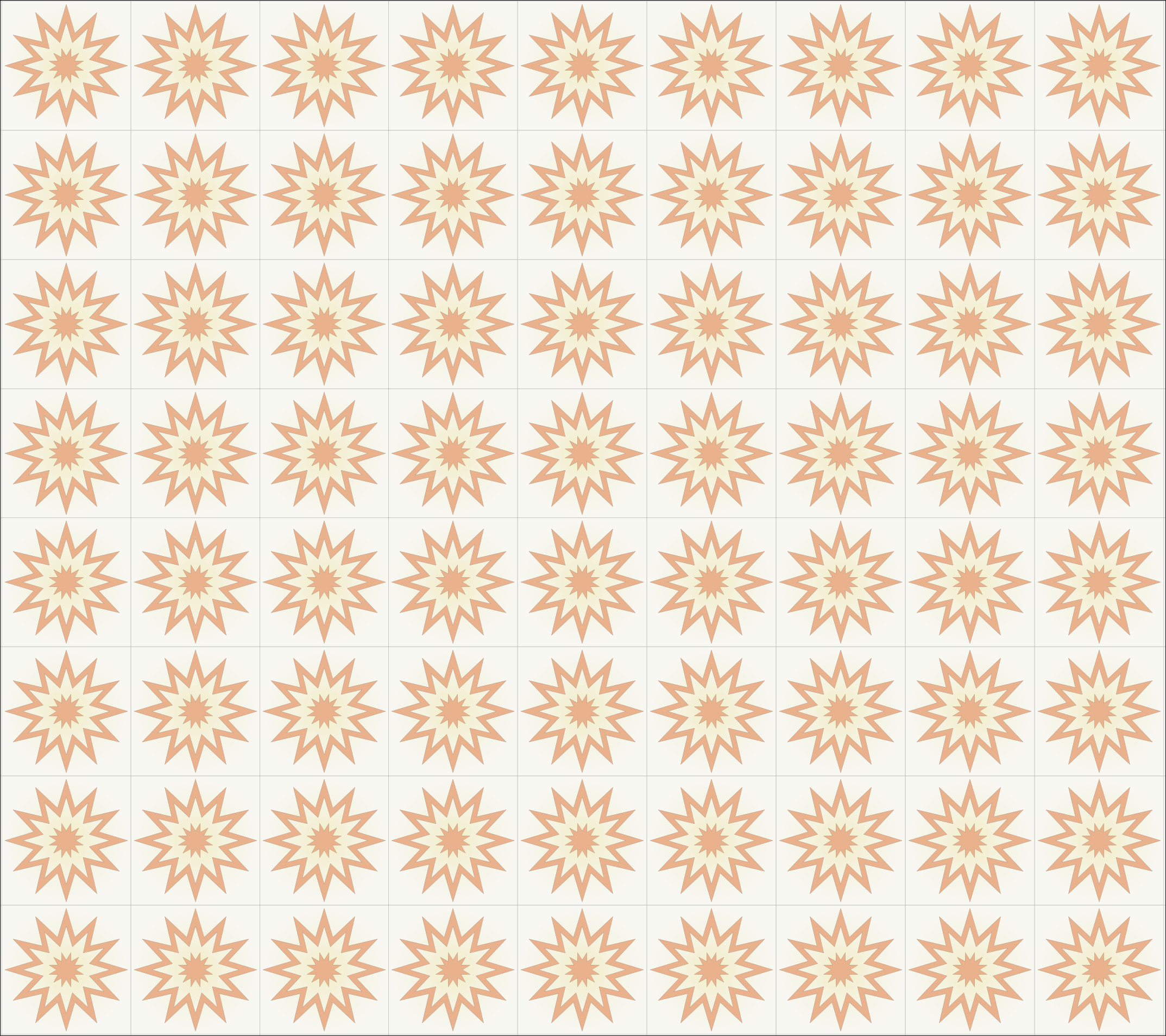
Patrón sencillo para azulejería.

Definida por la RAE como el «oficio de azulejero» o la «obra realizada en azulejos o con revestimiento de azulejos», en los diccionarios técnicos este capítulo de la alfarería está asociado al alicatado. Pleguezuelo, en su estudio clásico sobre la Cerámica medieval española, observa que el alicatado era resultado de la asociación de dos gremios especializados, alfareros y alarifes, los primeros fabricaban las baldosas vidriadas y polícromas, mientras los maestros albañiles cortaban e instalaban las piezas reunidas siguiendo patrones y diseños convencionales o innovadores. A los alfareros correspondía la conservación de los secretos procesos de coloración y brillo y a los alarifes las habilidades de composición en la decoración de zócalos, pavimentos o revestimientos. La fusión de estos oficios artesanos originó distintas técnicas de producción azulejera: el azulejo de cuenca o arista, también llamado azulejo de labores; el azulejo de cuerda seca y el azulejo por tabla.

## Historia

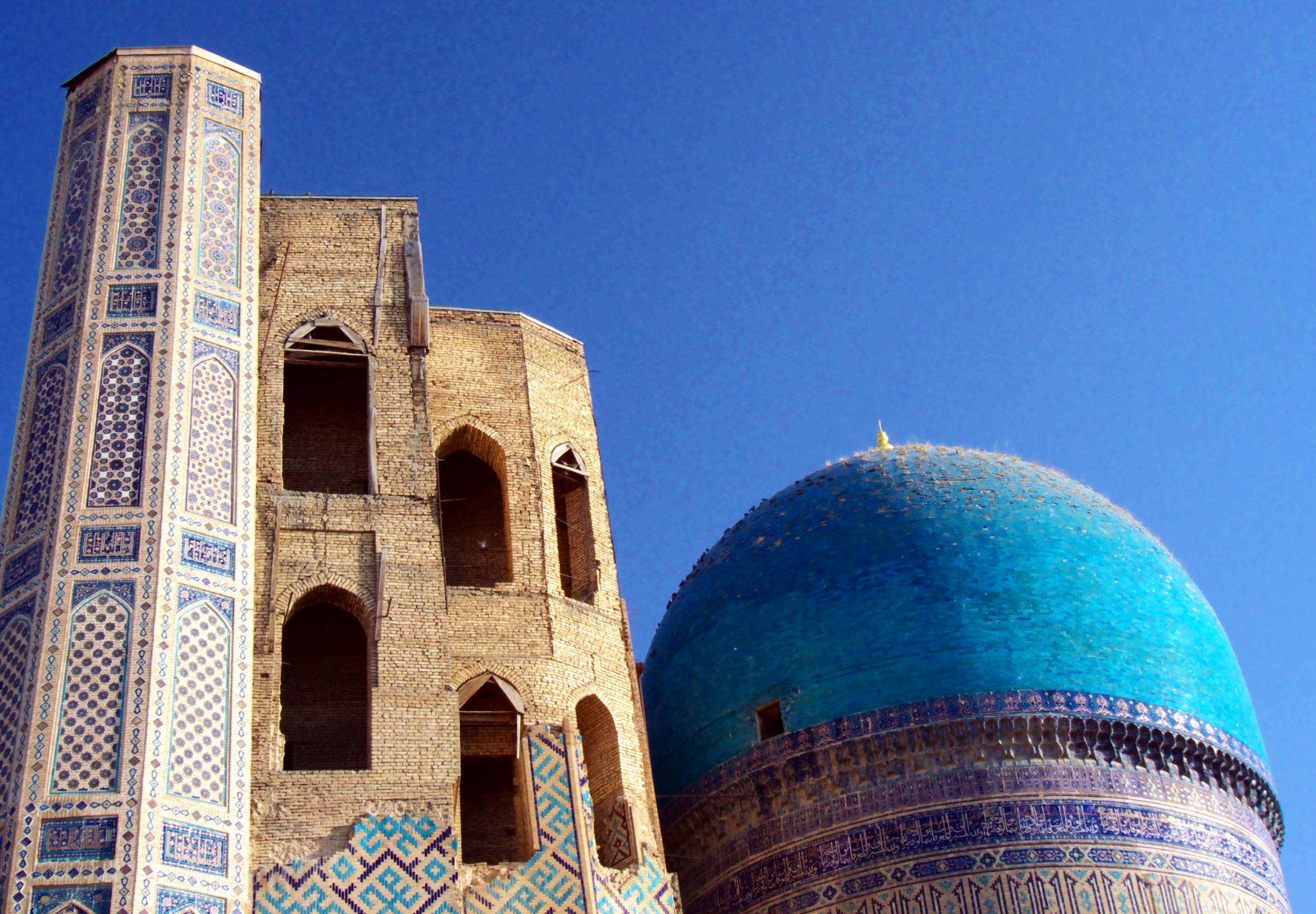
Detalle de la Mezquita Bibi Khanum, en Samarcanda.

Las excavaciones arqueológicas continúan aportando pruebas del uso en Mesopotamia de losas de tierra cocida (pintadas por la parte exterior y después barnizadas) para pavimentar y decorar diferentes sectores de su arquitectura, desde los sencillos hogares hasta los palacios imperiales. Así lo confirman y documentan los descubrimientos hechos en diversos enclaves de la cultura del Imperio Asirio o el Persa, con ejemplos importantes como los frisos de las murallas de Babilonia, la fortaleza de Khorsabad, la antigua ciudad de Nínive, o el Palacio de Susa.
El azulejo y sus técnicas entraron en Europa en el siglo VII a través de al-Ándalus, la península ibérica dominada por los musulmanes, y alcanzaron un esplendor del que todavía son ejemplo la arquitectura del Califato de Córdoba y la del Reino nazarí de Granada. De este periodo, cuya pervivencia sobrevivió a la conquista castellana, destacan los alicatados y azulejos de la Alhambra, presentes en suelo, muros internos y yeserías. Las decoraciones de estos azulejos destacan por hacerse con la técnica de cuerda seca, por tener relieves, incrustaciones, ser de arista, estar esmaltados, pintados o ser polícromos. Desde el singular «sofeysafa» con que los califas cordobeses adornaron las paredes del mihrab, hasta los rudos y prácticos sistemas de pavimentación doméstica que continúan usándose en Andalucía. Se cree asimismo que este enlosado reemplazó en todas partes al pavimento de mosaico usado por los romanos. Esta cultura de base alfarera se conservó en la España cristiana y quedó de manifiesto en el arte mudéjar, gracias a los gremios de alarifes moriscos, y se extendería luego por Europa a partir del siglo XIII, fundiéndose con los recursos arquitectónicos importados por las Cruzadas y el comercio con Oriente de la Serenísima República de Génova y la República de Venecia.
Inicialmente, las piezas no tuvieron dimensiones fijas; la tradición azulejera de Portugal, una de las más importantes de Europa, estableció, a partir del siglo XVI y hasta el siglo XIX, una medida entre los 13,5 y los 14,5 cm, mayor que la tradicional árabe, como consecuencia del aumento de la producción. Se han creado además piezas específicas, como las pequeñas olambrillas para decorar las solerías, o el alfardón hexagonal, otro recurso elemental de la cerámica decorativa.
En Occidente, las penínsulas Ibérica e Itálica acaparan la producción e importación de azulejos al resto de Europa hasta el final del siglo XVI, con focos más locales en parte del Norte de África y un capítulo aparte en el extremo oriental del Mediterráneo siguiendo patrones y escuelas bizantinas. A partir del siglo XVII la azulejería florece en otros muchos países de Europa Central, en especial en Francia, los Países Bajos, los estados de influencia germana y las islas británicas, afirmando la producción, técnicas y creatividad a lo largo del siglo XVIII y consumándose en el siglo XIX con su presencia en las Exposiciones Universales. En el extremo occidental europeo, España y especialmente Portugal, desarrollan en esos siglos una cultura azulejera funcional y popular difícil de igualar.

## Tipos de azulejo

### Azulejos de oficios
Desde el siglo XVII se hizo común en las fábricas de azulejos un motivo ornamental —para cocinas de menestrales y señores— que con el tiempo se llegaría a convertir en un clásico del coleccionismo para los amantes de la cerámica y un objeto de culto para los anticuarios: el azulejo de oficios, así llamado por representar tipos y entornos del mundo del trabajo artesanal. Recuperados por los ceramistas catalanes de la segunda mitad del siglo XIX, los azulejos de oficios han alcanzado un especial significado cultural en Cataluña.

### Azulejomudéjar
El azulejo fue introducido en la península ibérica por los árabes y conservada por los moriscos, las piezas que fabricaban están caracterizadas por la decoración geométrica y vegetal, con una alta densidad de dibujo rellenando el espacio del azulejo (un fenómeno conocido como «horror vacui». Esta técnica necesita de un barro homogéneo y estable, donde, después de una primera cocción, se cubre con el esmalte que hará el vidriado. Los diferentes tonos cromáticos se obtienen a partir de óxidos metálicos: cobalto (azul), cobre (verde), manganeso (castaño, negro), hierro (amarillo), estaño (blanco). Para la segunda cocción las placas se colocan horizontalmente en el horno asentadas en los atifles, pequeños trípodes de cerámica de apoyo. Estas piezas dejan tres pequeños puntos marcados en el producto final, hoy en día importantes en la certificación de autenticidad.

### Azulejo figurativo holandés
También conocido como azulejo de figura o «de figura avulsa», es un azulejo con decoración figurativa sencilla en una gama de tonos azul cobalto sobre fondo blanco. Originario de los  Países Bajos en el siglo XVII llegó a convertirse en pieza de género en la azulejería portuguesa del siglo XVIII.

### Azulejo modernista
El modernismo o art nouveau fue una corriente artística que se inició en 1890  y prestó gran atención a la arquitectura y a la cerámica decorativa que se emplea para la decoración de las fachadas y el interior de los edificios. Los azulejos procedentes de este periodo muestran algunas características específicas, los motivos empleados se inspiran en la naturaleza y se utilizan frecuentemente formas vegetales, especialmente flores.

### Azulejo publicitario
Capítulo relativamente reciente en la historia del azulejo fue su uso en grandes murales publicitarios. Elaborados a mediados del siglo XX, en España aún pueden contemplarse los ejemplos de los nitratos para abonos (Nitrato de Chile y Nitrato de Noruega) y algunos paneles supervivientes de la publicidad interior de las estaciones del ferrocarril metropolitano de Madrid y Barcelona. También pueden agruparse en este conjunto los ejemplos que —como experiencia casi endémica— componen la curiosa azulejería del comercio de Madrid producida en el primer tercio del siglo XX.

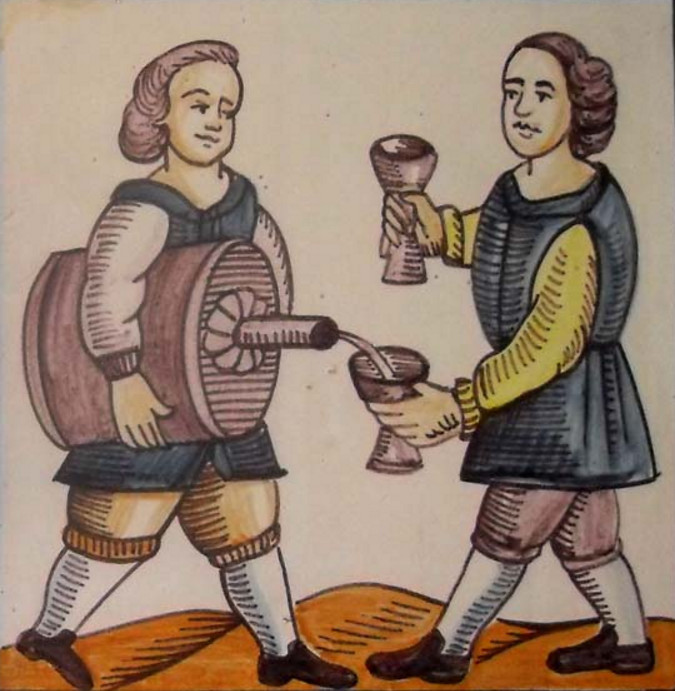
Azulejo de oficios, vinatero
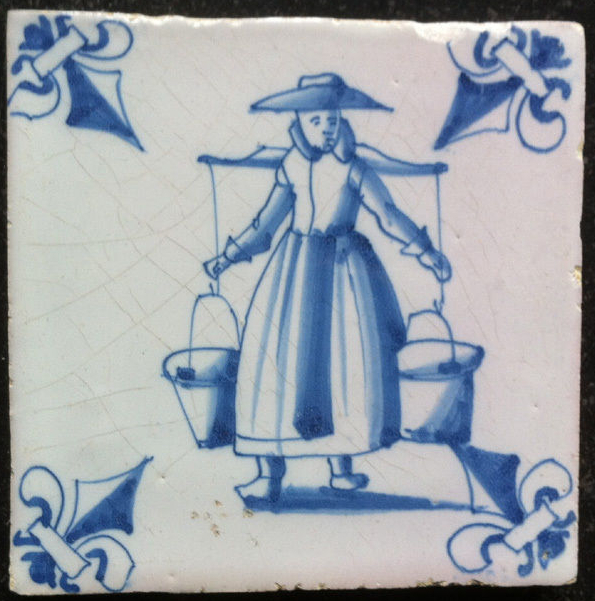
Azulejo holandés de Delft
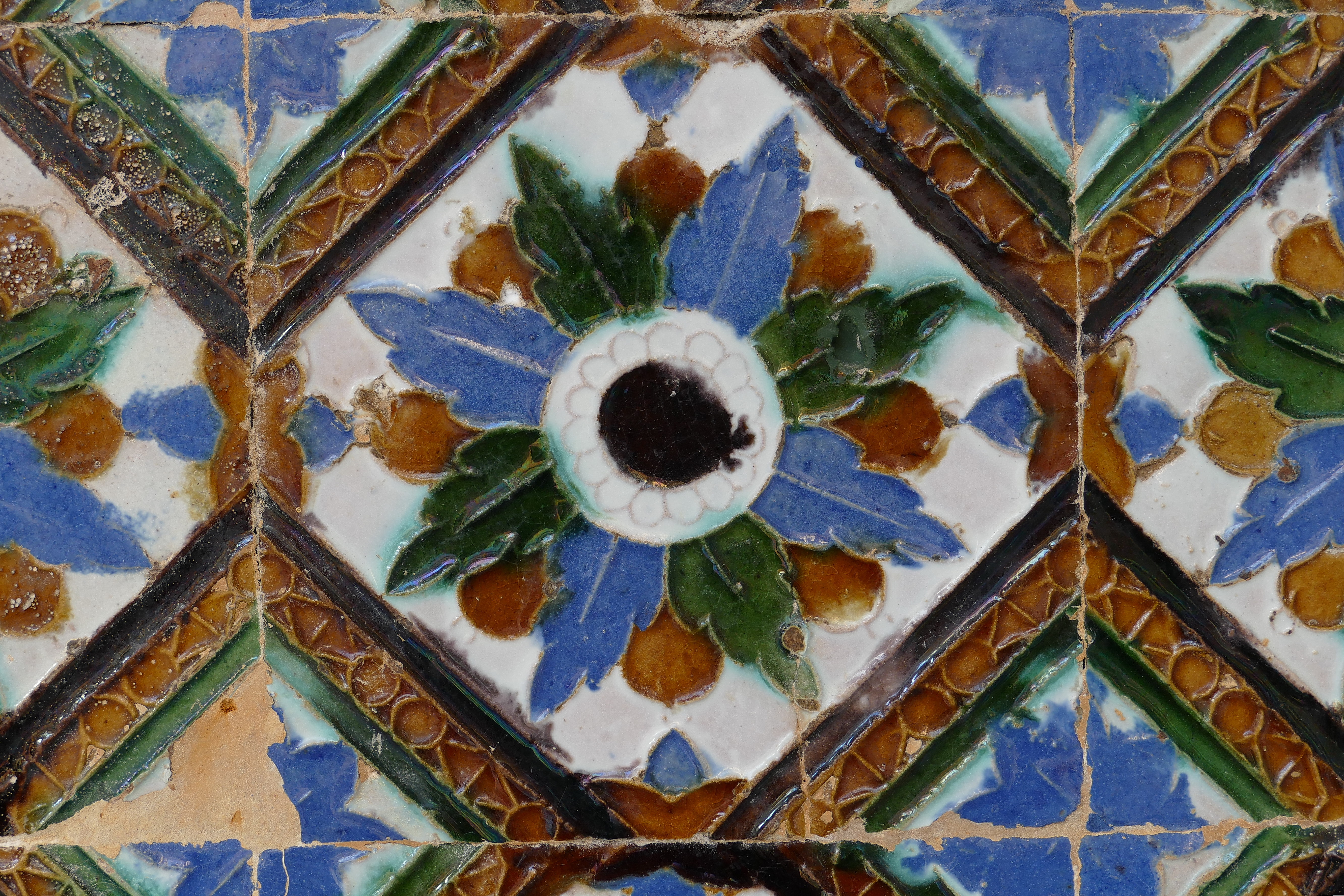
Azulejos de Triana del siglo XVI
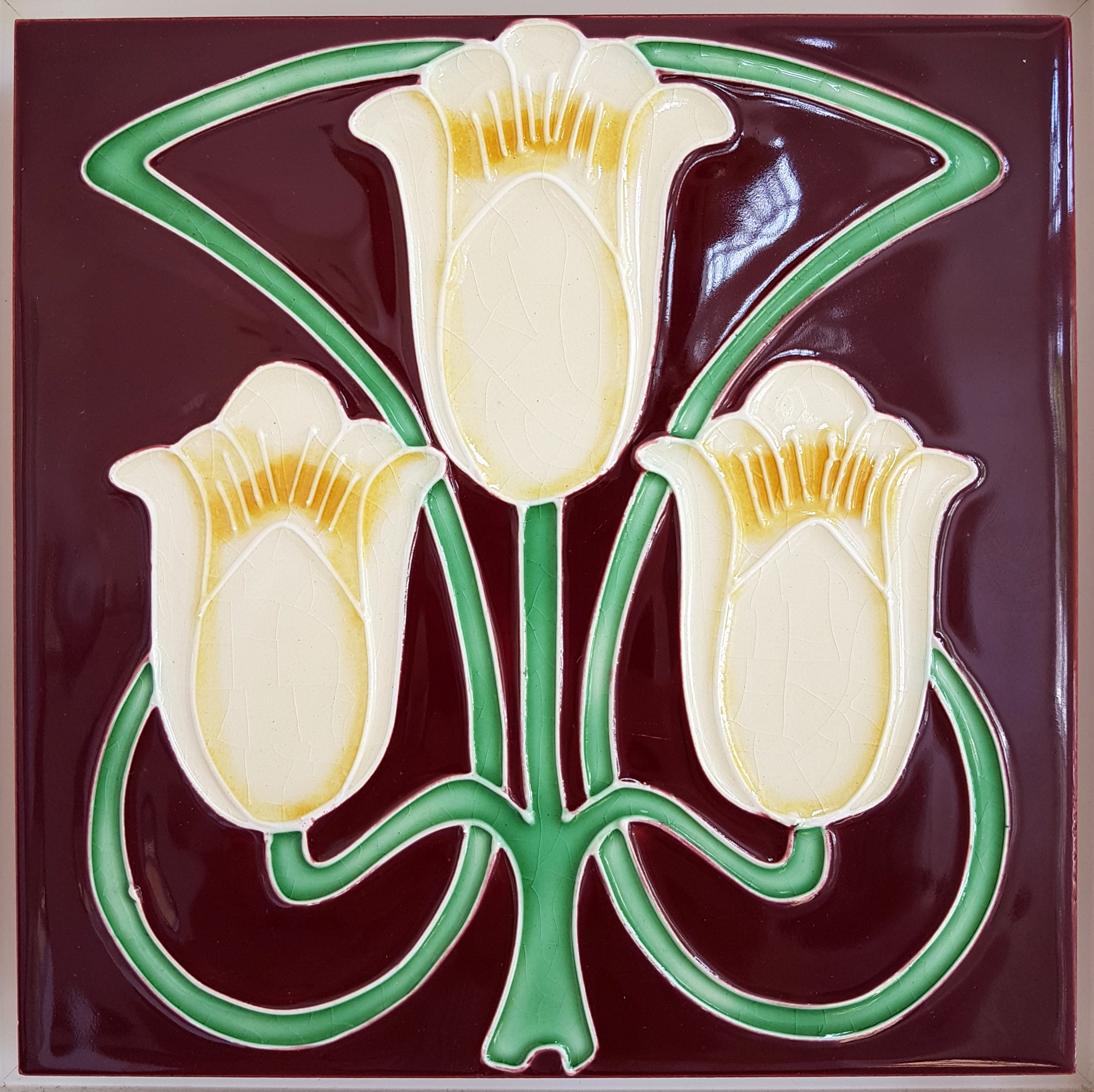
Azulejo art nouveau o modernista
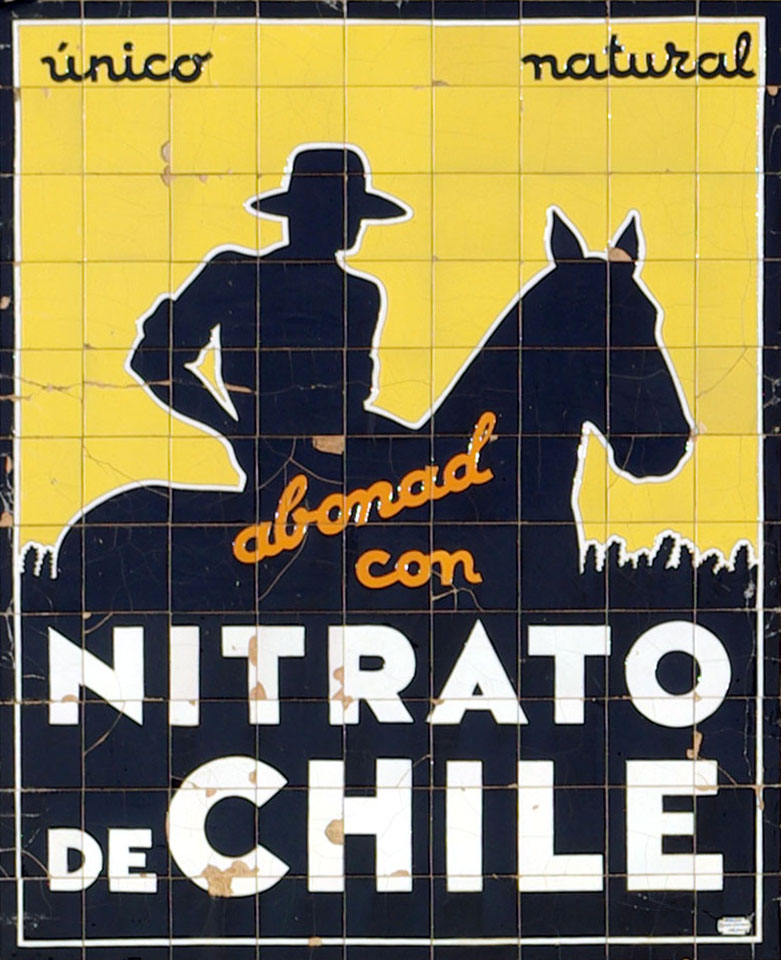
Azulejo publicitario de nitrato de Chile.
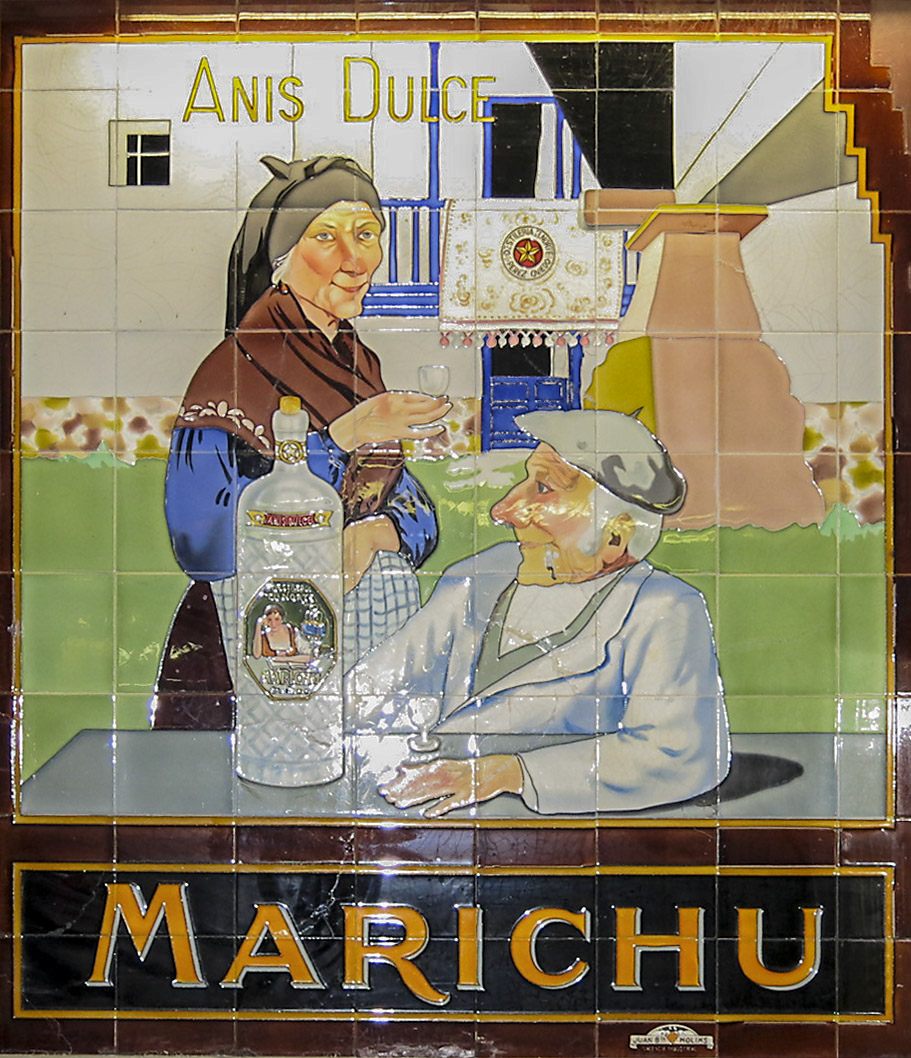
Azulejo publicitario de anís dulce en la Estación de Oviedo

## Técnica y terminología de la azulejería

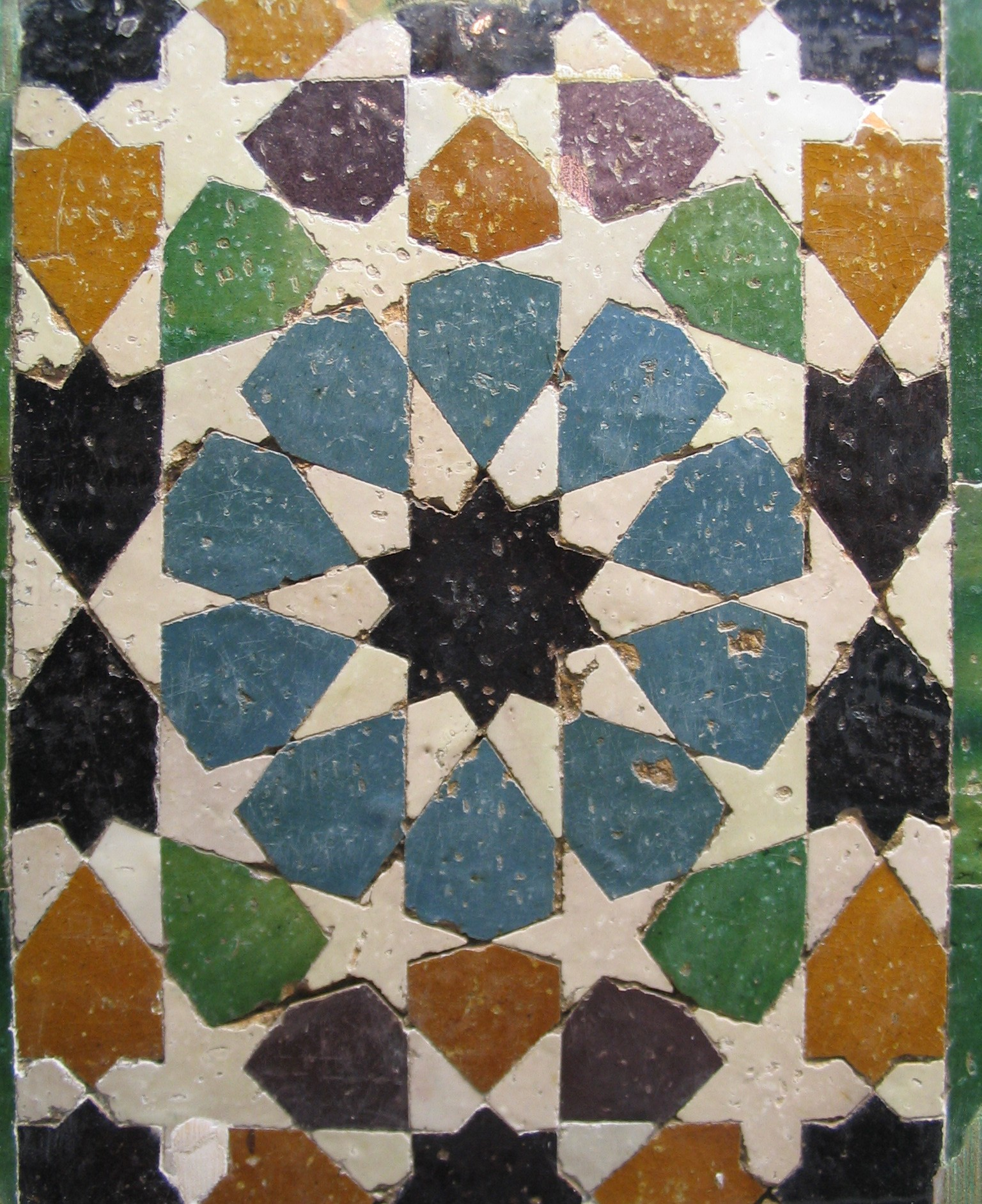
Alicatado de azulejos en la Alhambra de Granada, España.

- Alicatado: aunque en alfarería hace referencia general a cualquier obra que se cubre de azulejería, en un sentido más concreto denomina la técnica que recurre a pedazos de cerámica vidriada (trozos de azulejos) cortados en diferentes tamaños y formas geométricas con la ayuda de un alicate. Por lo general, el hecho de que cada pedazo sea de un color ayuda a la composición de figuras y formas, en un proceso semejante al trabajo con mosaicos. Muy popular en los siglos XVI y XVII, su propia complejidad como proceso artesano haría que fuese sustituida por otras técnicas posteriores.
- Cuerda seca: técnica que nació en Al-Ándalus a finales del siglo X, durante el final del periodo califal. Está caracterizada por la separación de los colores (formas y motivos decorativos) abriendo surcos en el ladrillo de azulejo que se rellenan con una mezcla de aceite de linaza, manganeso o grasa, que evitarán que durante el cocido se mezclen los colores aplicados en los distintos compartimentos.[25]
- Cuenca o arista: técnica en la que la separación de los colores se hace levantando aristas (pequeños muros) en la pieza, que surgen al presionar el negativo del molde de madera o metal en la arcilla todavía blanda. Este proceso, contemporáneo a la cuerda seca, reduce el precio del producto y permite una mayor variedad de figuras, aunque el acabado no sea siempre perfecto. Además de los grandes centros de producción de Sevilla y Toledo, la técnica de arista se ha desarrollado con especial dedicación en Portugal dando lugar a variedades como el azulejo relevado con sus típicos emparrados. Otro raro ejemplo es el azulejo de lustre, que para su reflejo metálico final requiere una liga de plata y bronce sobre el vidriado, que después se cuece una tercera vez a baja temperatura.

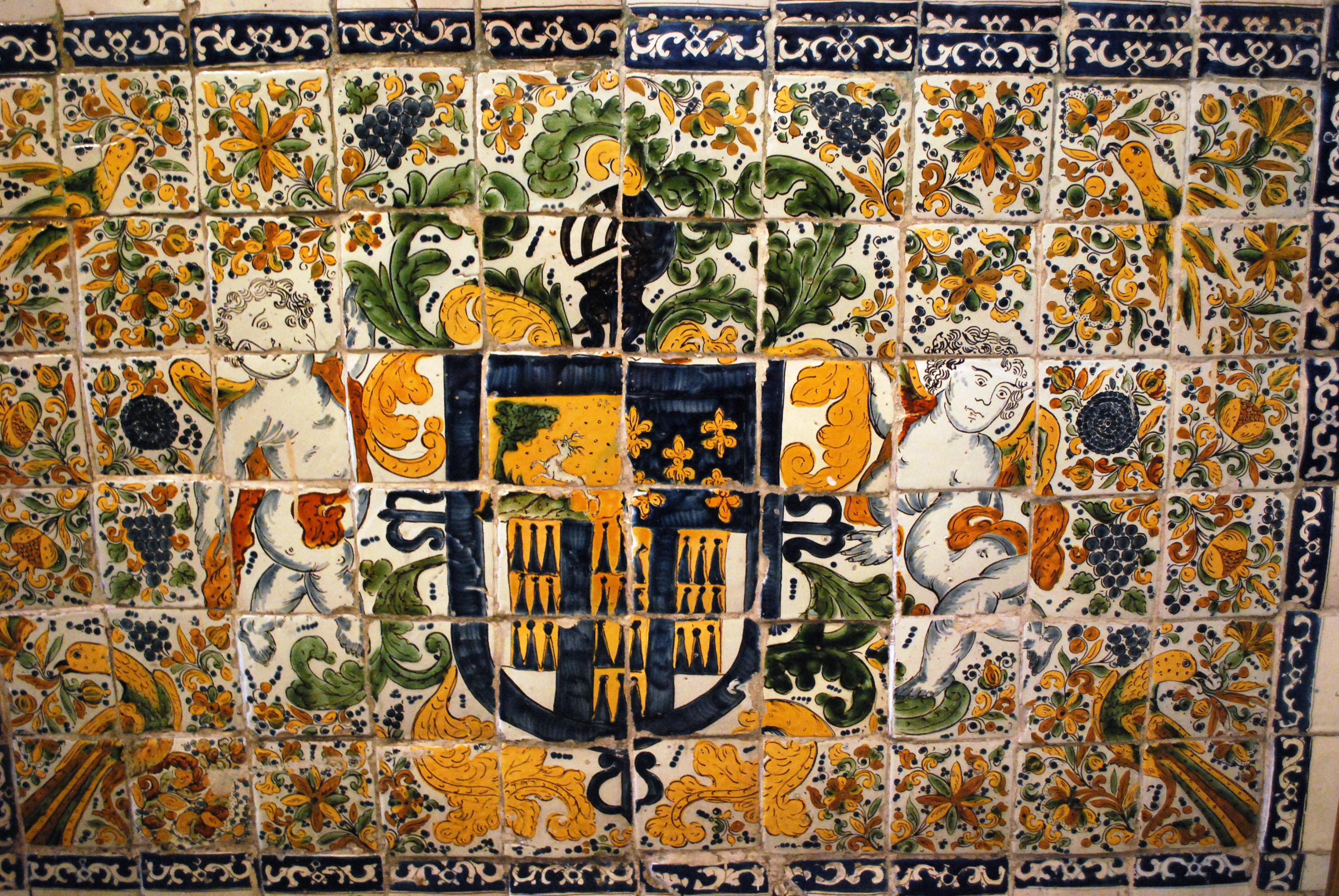
Mural de mayólicas poblanas o talavera de Puebla en la casa de los Azulejos, en el centro Histórico de la Ciudad de México.

- Mayólica: técnica originaria de Italia e introducida en la península ibérica a mediados del siglo XVI. El origen del término es confuso, pudo ser una locución italiana para designar a Mallorca, puerto de donde eran exportados los azulejos, o una metamorfosis de la firma «opera di Mallica», construcción usada desde el siglo XV para designar la mercancía italiana exportada del puerto de Málaga. La mayólica revolucionó la producción del azulejo al permitir la pintura directa sobre la pieza ya vidriada.[e]
- «Trepa»: se llama azulejo de trepa al pintado a mano, pero utilizando plantillas sobre las que se pincela, para facilitar la labor y dar mayor homogeneidad a las piezas. Ya conocido en la Edad Media, se recuperó e industrializó en la segunda mitad del siglo XIX y primeros años del siglo XX, siendo sustituido finalmente por la técnica de serigrafía. De forma general se empleaban plantillas de papel encerado o planchas metálicas de cobre o zinc, utilizándose diferentes plantillas para la misma pieza de cerámica, una por cada color que se aplicaba.[26]

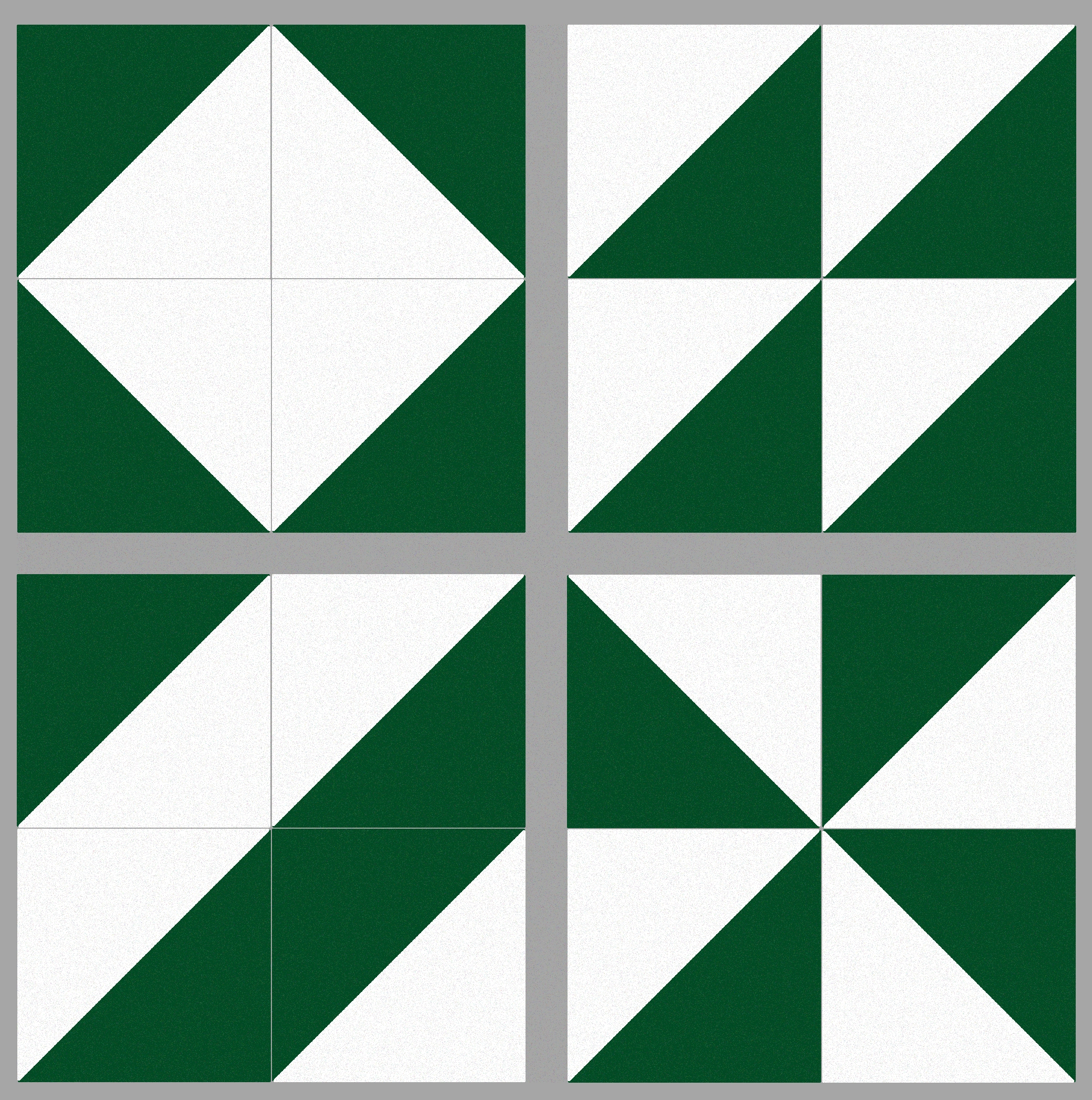
Azulejos de cartabón

- Azulejo de cartabón.  Se caracteriza por estar dividido por una línea diagonal  en  dos  partes, una de ellas de color blanco y otra verde cobre o azul cobalto. Este sencillo diseño permite componer gran variedad de formas.[27]
- Azulejo semi-industrial: el que a partir del siglo XIX sigue procesos semi-industriales como las técnicas de decoración que tienen como modelos la estampilla por medio de una matriz o el estampado a partir de calcomanías.[28][29]

## En arquitectura
Ya se ha indicado que el uso del azulejo como recurso decorativo arquitectónico hunde sus raíces en los imperios mesopotámicos y pervive y se enriquece en técnicas y aplicaciones con el islam. Pero hubo que esperar al siglo XIX para que tal recurso llegue casi a normatizarse en los proyectos urbanos de algunos países de Occidente y de manera sobresaliente en España y Portugal, que exportarían esta cultura a sus posesiones de ultramar (América y Filipinas en el caso de España y en el luso a los puertos del imperio colonial del lejano oriente y a Brasil).
Con gran influencia portuguesa, la ciudad de São Luís, en el estado del Maranhão, en Brasil, conserva la mayor aglomeración urbana de azulejos de los siglos XVIII y XIX, en toda América Latina. En 1997, el Centro Histórico de São Luís fue declarado Patrimonio de la Humanidad por la UNESCO. São Luís también es conocida como «Ciudad de los Azulejos».

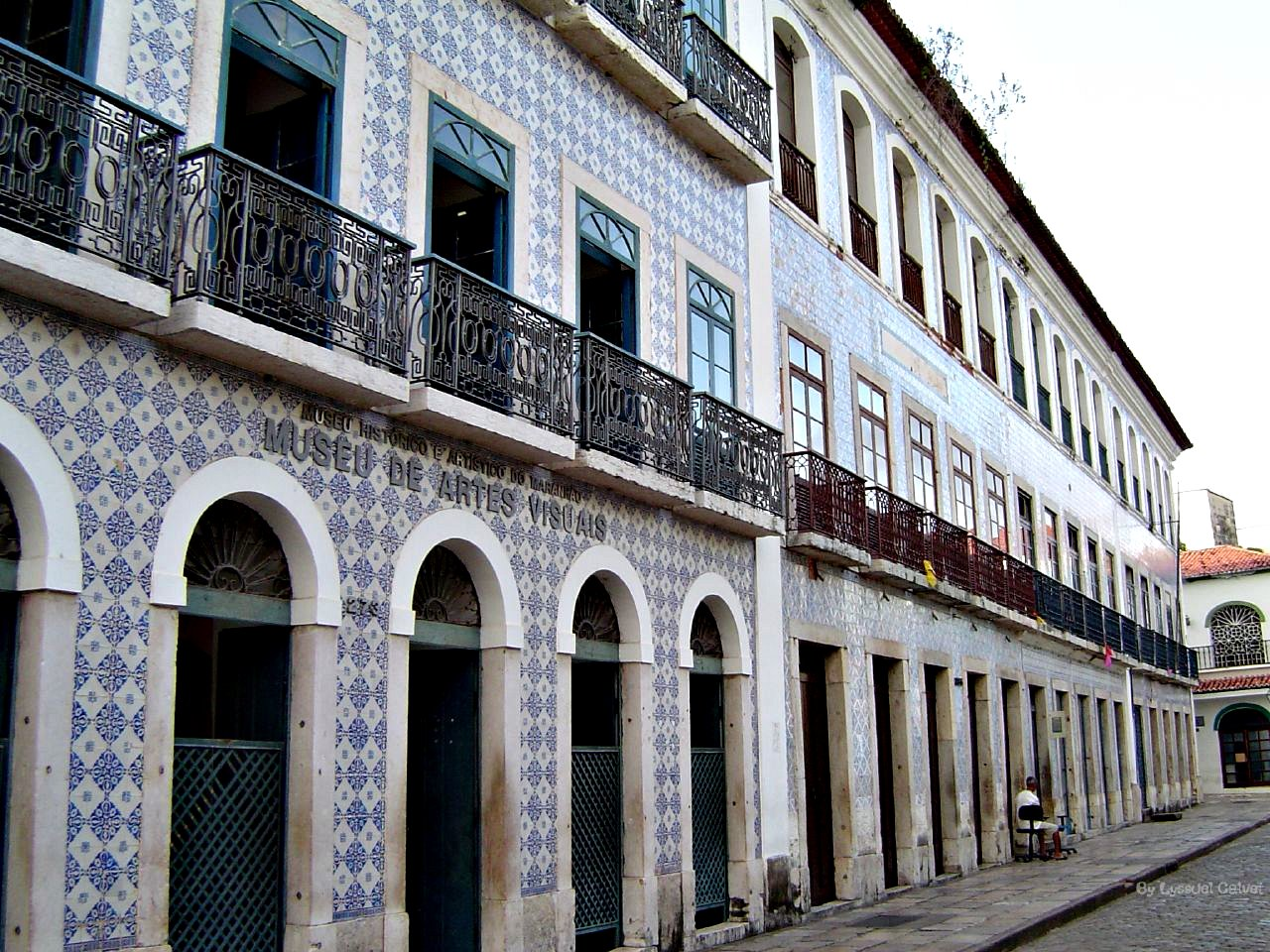
Fachada de azulejos del Museo de Artes Visuales, en São Luís, Brasil.

### En la decoración comercial urbana
El azulejo, que impulsado por la evolución industrial de las técnicas en la producción cerámica dejó su impronta y su marca estética en la arquitectura urbana de diversos países a lo largo del siglo XIX, añadió en el umbral del siglo XX una ventaja a las de su impermeabilidad y atractivo estético: su funcionalidad como soporte publicitario. Así nacen las portadas o fachadas de azulejos en la decoración comercial urbana que marcarían una época en capitales como Madrid o Lisboa, y en otras ciudades de la península ibérica, o en casos más aislados de países de la cuenca mediterránea. También se han conservado ejemplos de este uso 'decorativo-publicitario' en varias capitales de la América colonial española y portuguesa, como San Juan de Puerto Rico o La Habana, y, con menos frecuencia, en otras ciudades iberoamericanas. Encontramos uso decorativo de fachadas y cúpulas de iglesias en la ciudad de Puebla.

En fachadas de comercios
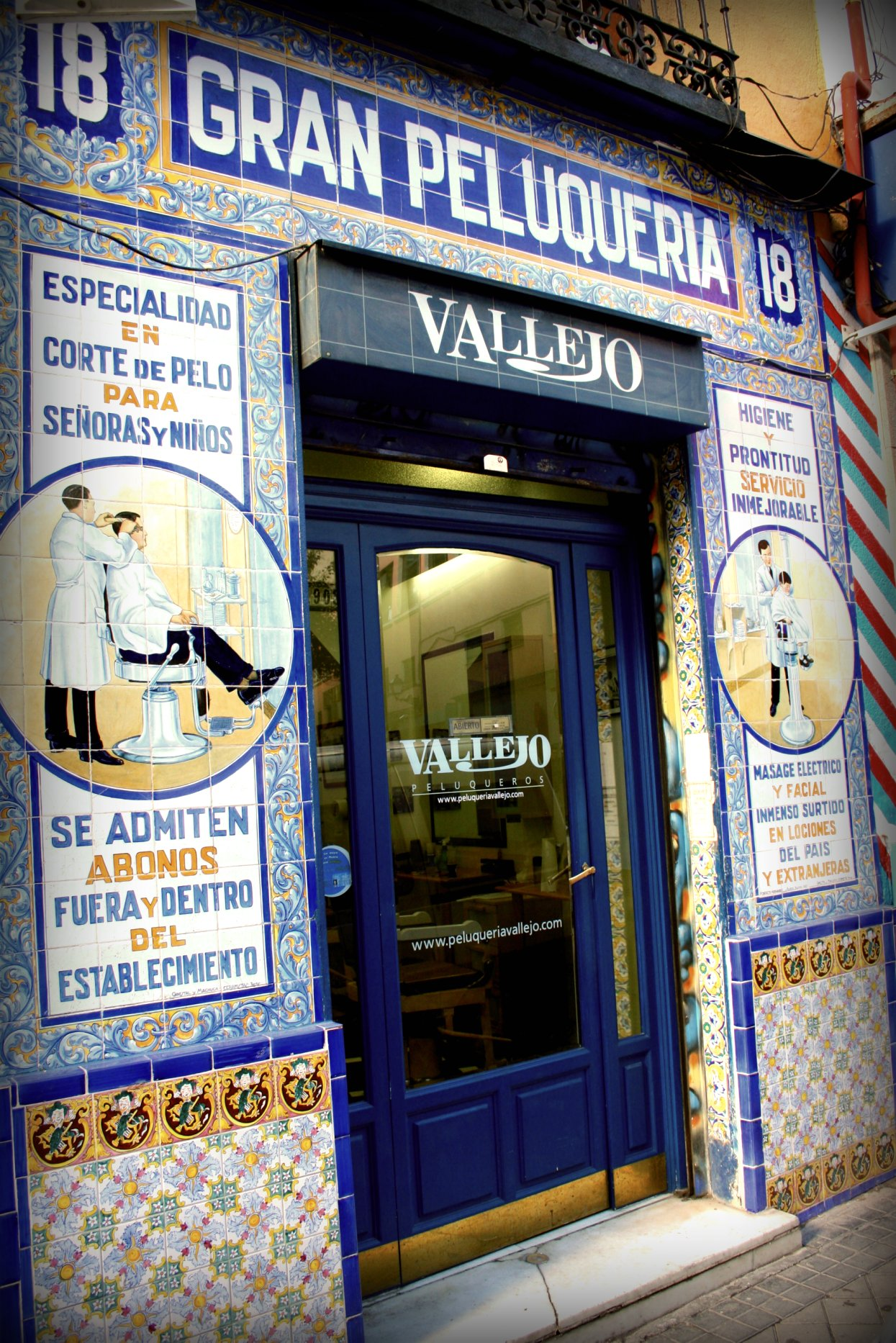
Cerámica de Talavera de la Reina de 1914 en una peluquería de Madrid, declarado Bien de Interés Cultural.
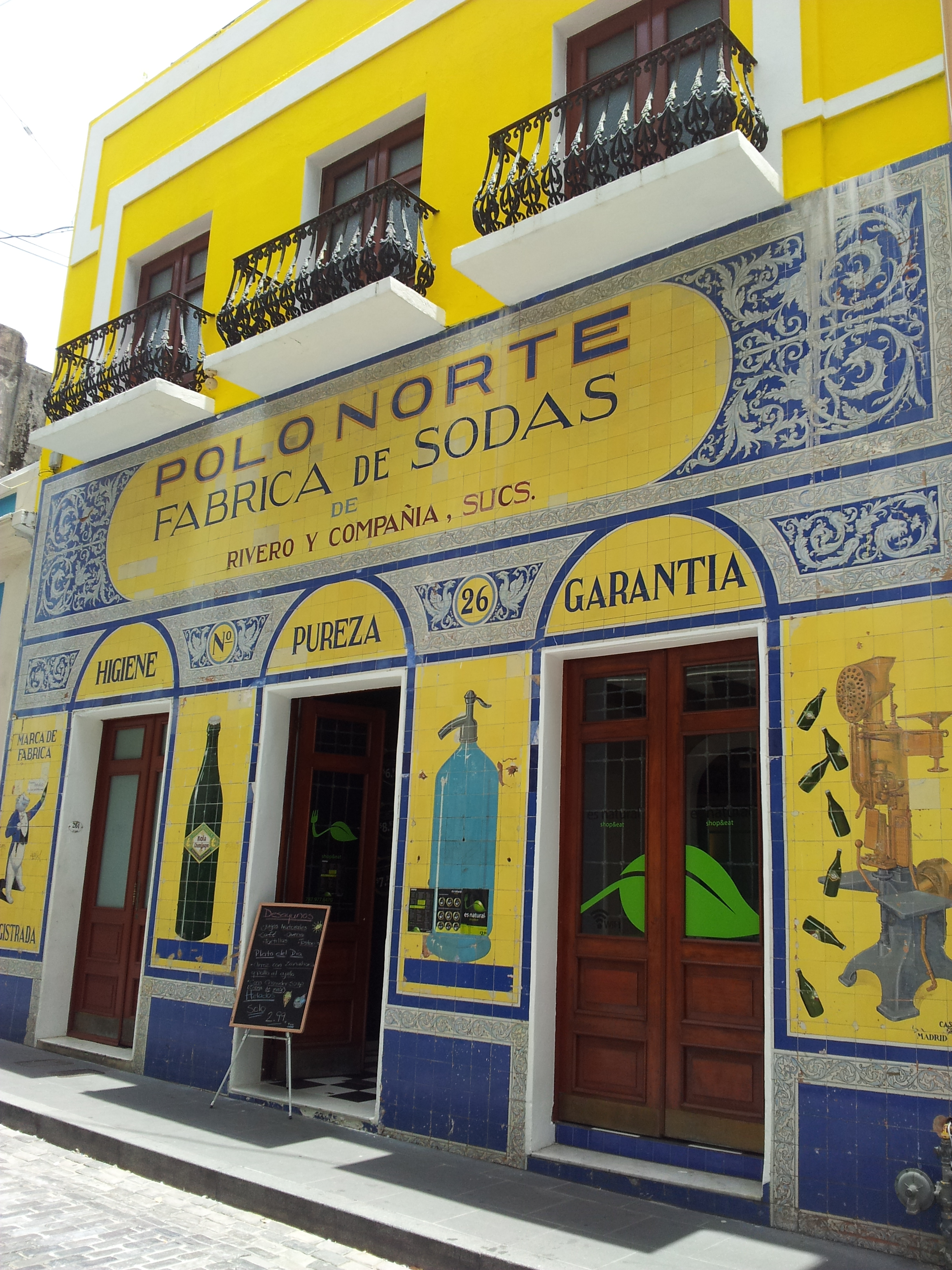
Uso 'decorativo-publicitario' en una fábrica de sodas del viejo San Juan (Puerto Rico).
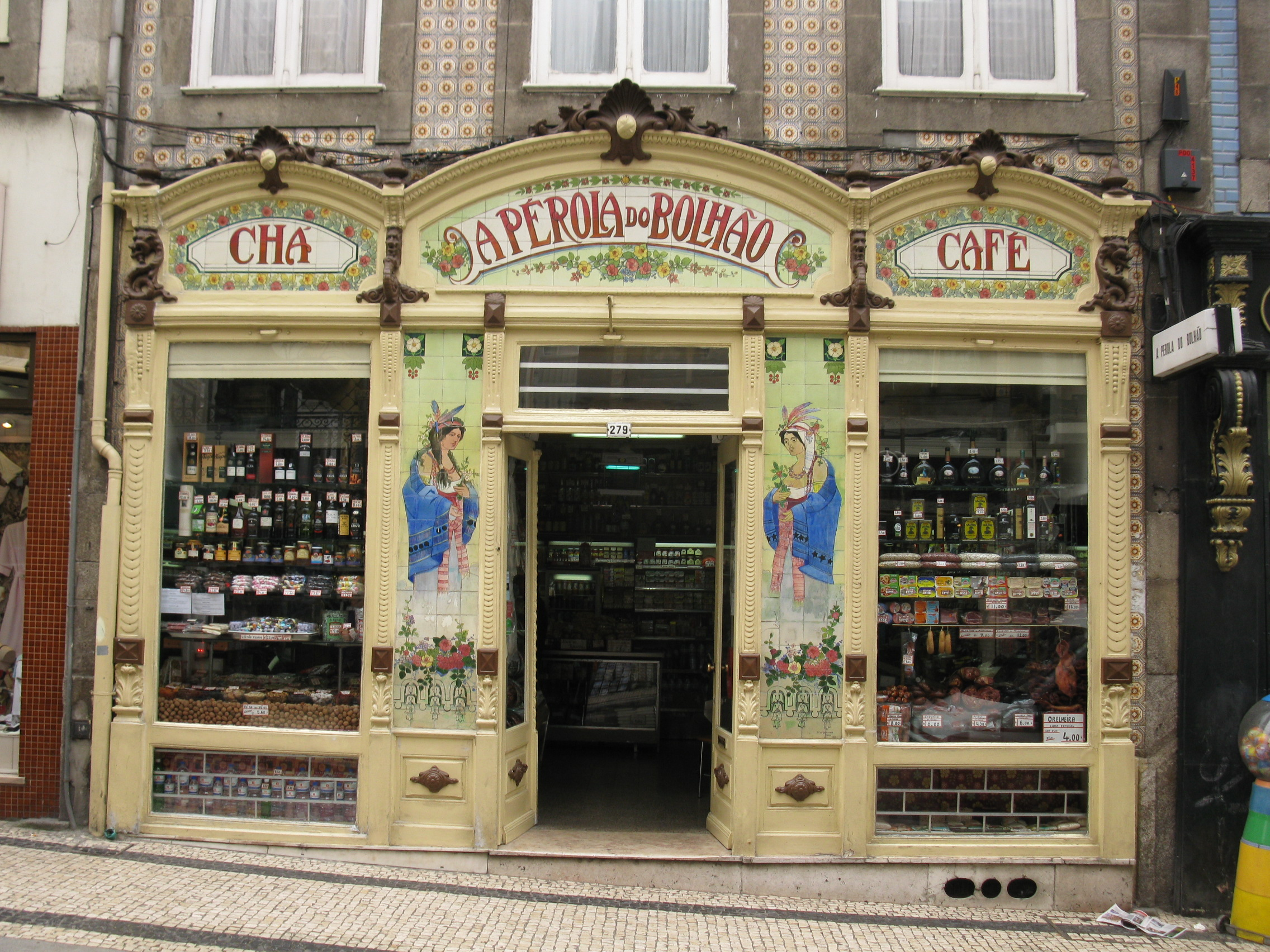
Colmado de ultramarinos en el barrio de Santo Ildefonso (rua Formosa n.º 279), Oporto (Portugal).
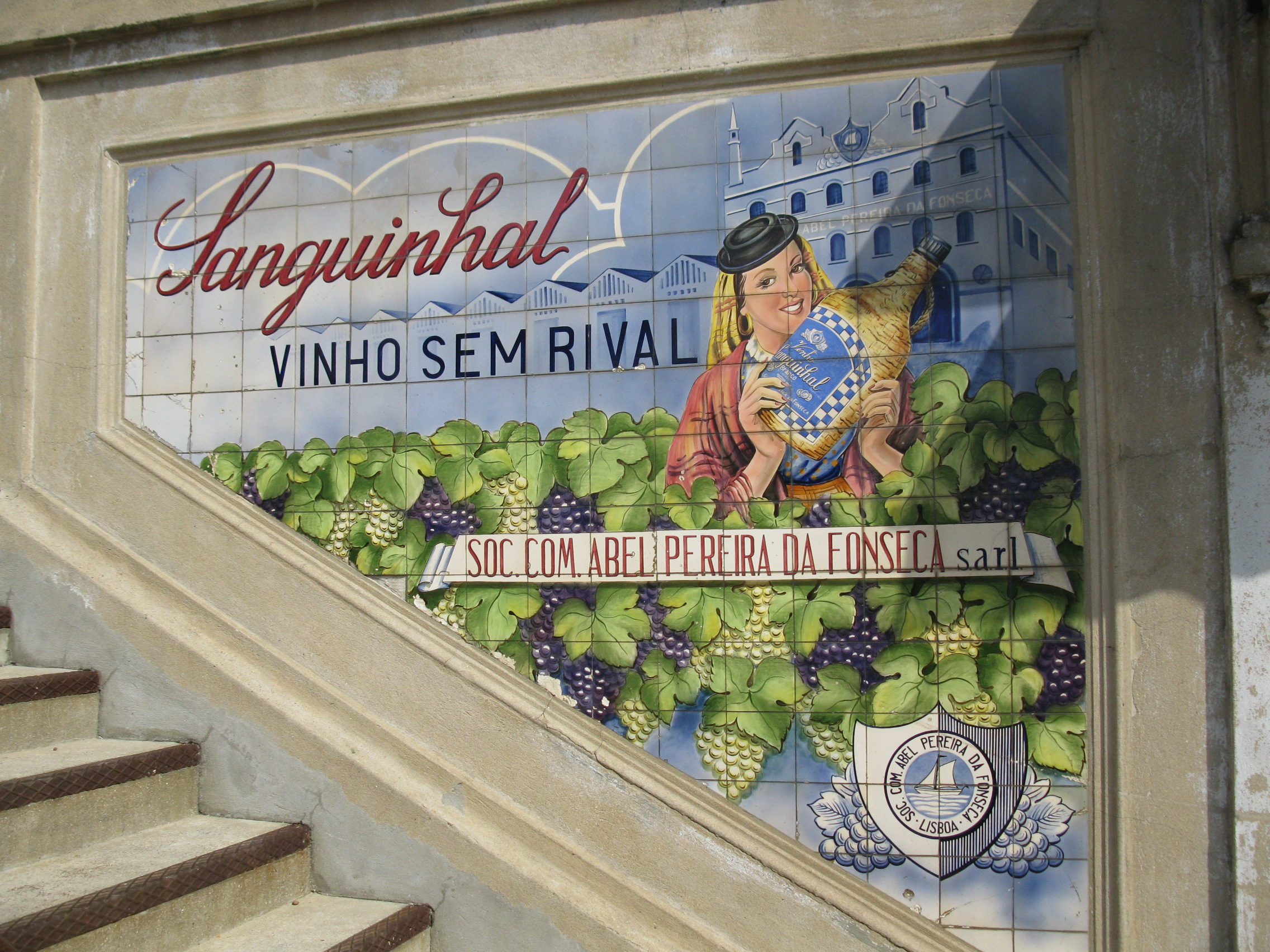
Anuncio de una marca de vinos de Lisboa, en la escalinata del Mercado do Bolhão, en Oporto.

## En parques y jardines

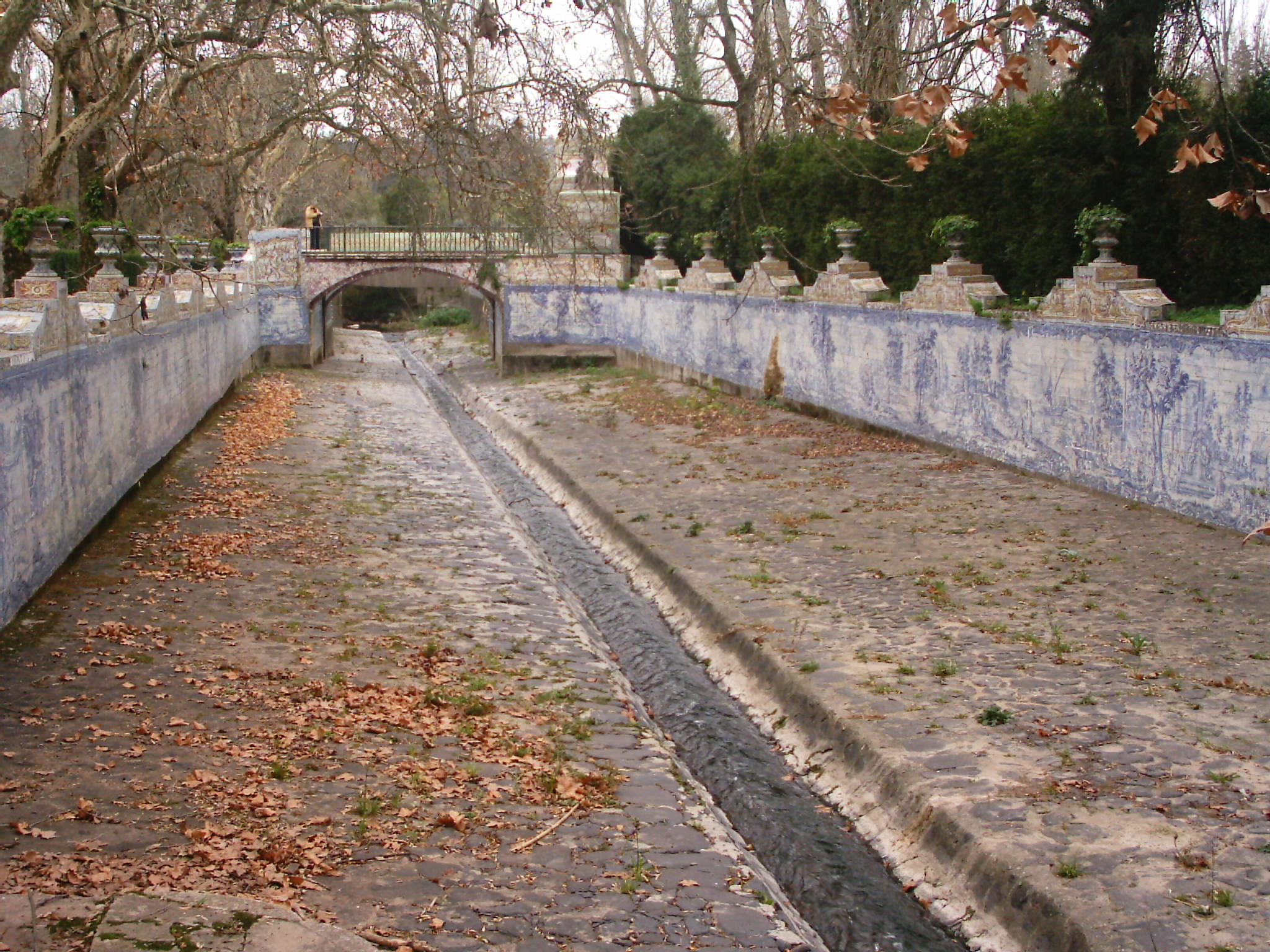
Corredor de azulejería de la acequia de los jardines del Palacio de Queluz en Sintra (Portugal).

La azulejería como recurso decorativo en parques y jardines es una constante habitual en países templados, por las características de resistencia, funcionalidad y belleza de este elemento arquitectónico. Asociado al agua en la historia del jardín, el azulejo funciona, desde su uso en las culturas orientales, como una respuesta cromática al colorido vegetal. «El azulejo es la respuesta sólida a los juegos acuáticos de la luz y el vivo poema de las flores, formando con ellos un conjunto coral de brillos de auténtico valor sinfónico».
Sin salir de la geografía peninsular ibérica, pueden citarse ejemplos con un arco histórico y estético que, partiendo de los modelos primitivos —aunque definitivos ya en su armonía y equilibrio— del Generalife granadino, llegará hasta las contundentes formas del jardín clásico en el Palacio de La Granja o el abanico de posibilidades que ofrecen los parques de la ciudad de Sevilla. Una exposición y análisis específicos requeriría este capítulo en la azulejería portuguesa. Quede como ejemplo virtual el singular enclave de Sintra.

## Azulejería en la península ibérica

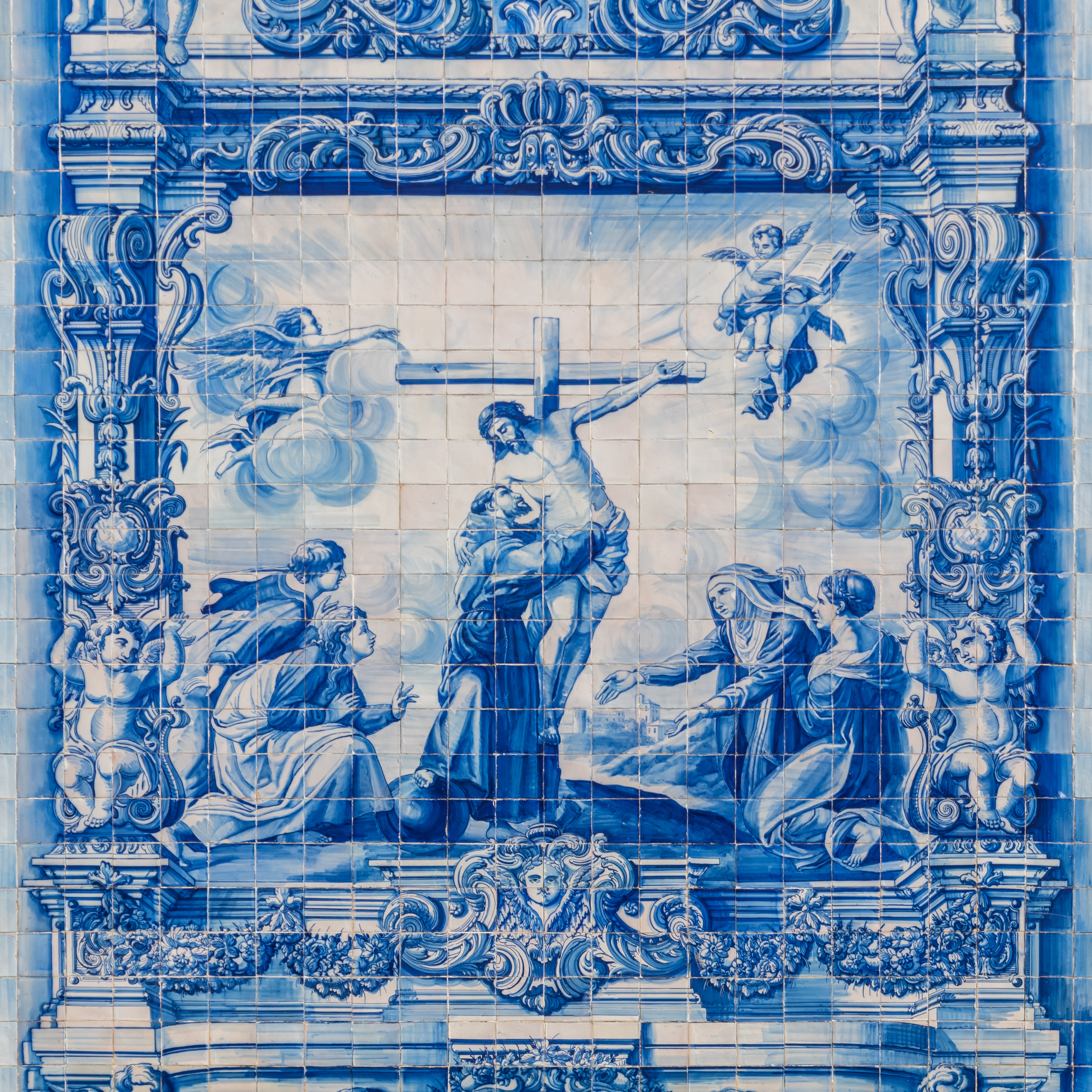
Fachada de azulejo de la Capela das Almas en Oporto, Portugal.

Introducida en la Península por los alarifes y alfareros musulmanes, la azulejería tuvo un primer momento de esplendor con el arte mudéjar. Los primeros grandes focos de esta industria artesana se documentan arqueológicamente en Manises, Paterna, Teruel y Barcelona durante el siglo XV, manteniendo su identidad durante gran parte del siglo XVI. Además del uso complementario doméstico del conjunto de lozas, los «alfardons des mig» y los «rajolets des puntes» (azulejos triangulares), complementaron los tradicionales azulejos cuadrados, rectangulares y poligonales, en el trabajo de albañilería para decorar arrimaderos, techos y solerías como las pintadas por maestros renacentistas como Jaume Huguet, Luis Dalmau o Gabriel Alemany. Su fama y calidad trascendieron en la Europa del Papa Borgia y el Nápoles de Alfonso V de Aragón.
A finales del siglo XVI, con la llegada a España del ceramista italiano Niculoso Pisano y su establecimiento en las alfarerías sevillanas del barrio de Triana, se introduce en la Península el «azulejo liso y pintado con motivos grutescos», estilo que prolongará su discípulo Cristóbal de Augusta y dominará el barroco sevillano de los siglos XVII y XVIII, con abundante temática de caza en azul y orlas policromadas geométricas o vegetales. La influencia de Pisano impregnaría buena parte de la producción de otros focos cerámicos importantes como Alcora y Talavera en una fusión de los elementos decorativos moriscos e italianos con los flamencos introducidos en la Península por Jan Floris y recogidos por sus discípulos Oliva y Juan Fernández (con una importante cantidad de obra en el Monasterio de El Escorial. Otros azulejeros talaveranos importantes fueron Lorenzo de Madrid (autor de los azulejos del Palacio de la Generalidad de Cataluña en 1596), y Fernando de Loaysa. También hay que anotar en ese periodo la azulejería toledana, que mantuvo puros los modelos tradicionales y las técnicas mudéjares hasta el siglo XIX.

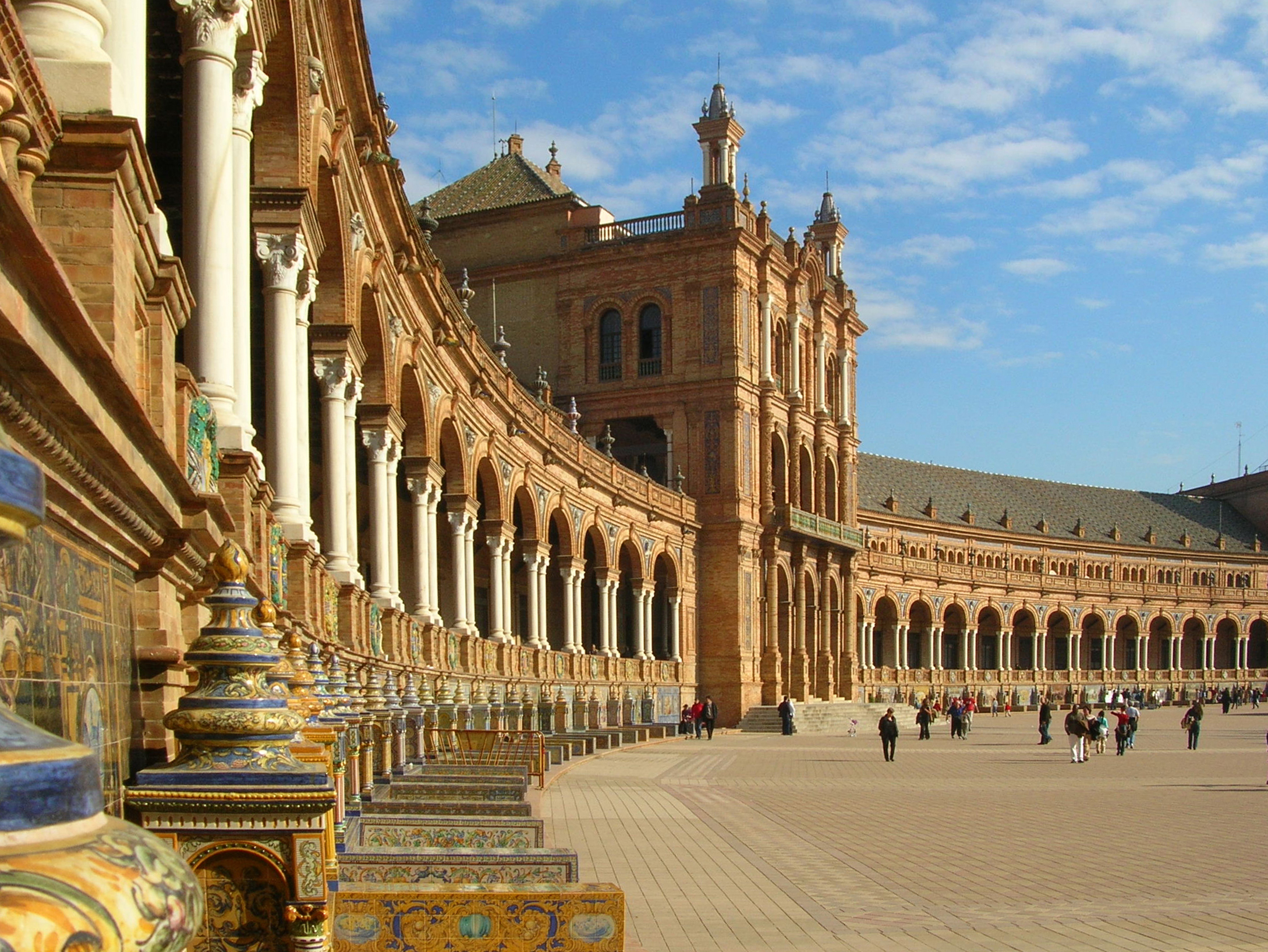
De entre los variados ejemplos de azulejería que se encuentran en el sevillano Parque de María Luisa, impone de forma cuantitava y cualitativa el hemiciclo de la Plaza de España, en el espacio creado en 1929 con motivo de la Exposición Iberoamericana.

A partir del siglo XVIII, la presencia de ceramistas franceses como Francisco Haly (1764) en la Real Fábrica de Alcora (Castellón de la Plana), impuso una estética globalizadora que alcanzaría también a los alfareros de toda la zona levantina. A ese proceso de desnaturalización se sumaría luego la presencia del maestro flamenco Cloostermans (1787) y su estética neoclásica. Pero el esplendor de la azulejería de la región valenciana no llegó hasta el siglo XIX con una producción popular para las cocinas del país que salía de las fábricas de Manises, Onda, Ribesalbes y Biar.
En Andalucía, otro gran centro de producción de cerámica en la España del siglo XIX fue la fábrica hispalense La Cartuja de Sevilla, fundada entre 1839-1841 por Carlos Pickman y una auténtica corte de artesanos ingleses, fabricando abundante azulejería con técnica de cuerda seca —que él llamó «cloisonné» como en el contexto artesanal de vidrieras y esmaltes— y técnica de arista.
Como ya se ha dicho, la industria azulejera con mayor reflejo en la cultura de una nación es sin lugar a dudas la producida en los alfares portugueses entre el siglo XVIII y la primera mitad del siglo XX, destacando de manera especial en los aspectos decorativos y funcionales de la arquitectura de ese país; un conjunto monumental propuesto al título de Patrimonio Cultural Mundial.
Azulejería en Portugal
El origen del azulejos portugués se dio en la Edad Media cuando los musulmanes los utilizaban y aplicaban para decorar suelos y paredes a gusto de los reyes portugueses, y así, a partir del siglo XV, se hicieron un lugar destacado en la arquitectura de Portugal, que los adoptó de forma única, como ningún otro país europeo.
A mediados del siglo XVI aparecen en Lisboa los primeros talleres de artesanos. Hasta entonces habían llegado desde España de la mano de Manuel I, gran admirador de los palacios hispano-árabes, que hizo cubrir de bellísimos azulejos los muros de su palacio de Sintra. Pero el país luso también recibiría encargos llegados desde Holanda. La influencia holandesa va a ser decisiva en la personalidad del azulejo portugués.
Empiezan a aparecer los primeros talleres de alfarería, donde se aplicaban técnicas tradicionales y técnicas extranjeras importadas, para la producción de azulejos destinados a todo tipo de vías artísticas, como el embellecimiento de fachadas o joyas.
El siglo XVII comienza con Portugal perteneciendo a España, por lo que la producción e identidad del azulejo portugués se ve frenada. Sin embargo, vuelve con fuerza en la época post-restauración, con nuevas influencias orientales. Tales como el azul de la porcelana de China o como las alfombras persas y telas indias, que dieron luz y color.
En el siglo XVIII, el azulejo invadió iglesias y conventos, palacios y casas, fuentes y escalinatas. Con motivos geométricos, contando historias de la vida de santos, se convirtieron en uno de los principales elementos decorativos portugueses. Donde más se encuentran los azulejos es en las estaciones del Metro de Lisboa, con obras de artistas portugueses como Vieira da Silva o Júlio Pomar. 

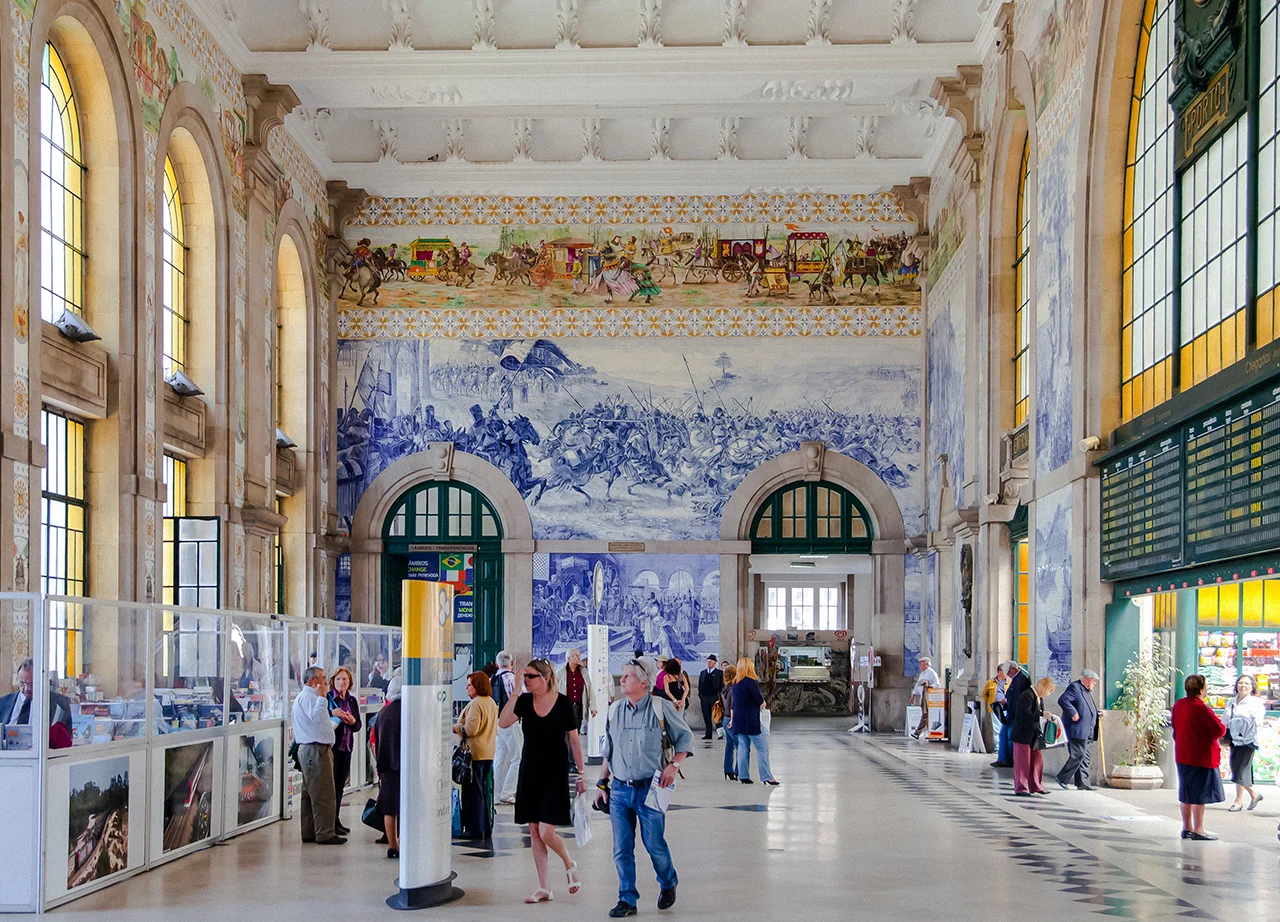
Estación ferroviaria de Sao Bento, Oporto. La azulejería es artesanal, hecha a mano.

Por todo el país paneles de azulejo sorprenden en las antiguas estaciones de tren, en su mayoría alusivos a costumbres, tradiciones y paisajes de las regiones en las que se encuentran situadas. Una de las más destacadas es la de São Bento, en Oporto.
Uno de los ceramistas del siglo XIX más conocidos en Portugal, Rafael Bordalo Pinheiro, decidió darles volumen y construyó motivos que representaban insectos y plantas. Fueron una innovación en su época y, todavía hoy, resultan sorprendentes. Podemos verlos, por ejemplo, en Lisboa, en el Museo Rafael Bordalo Pinheiro, dedicado a este tema.

## Geografía monumental

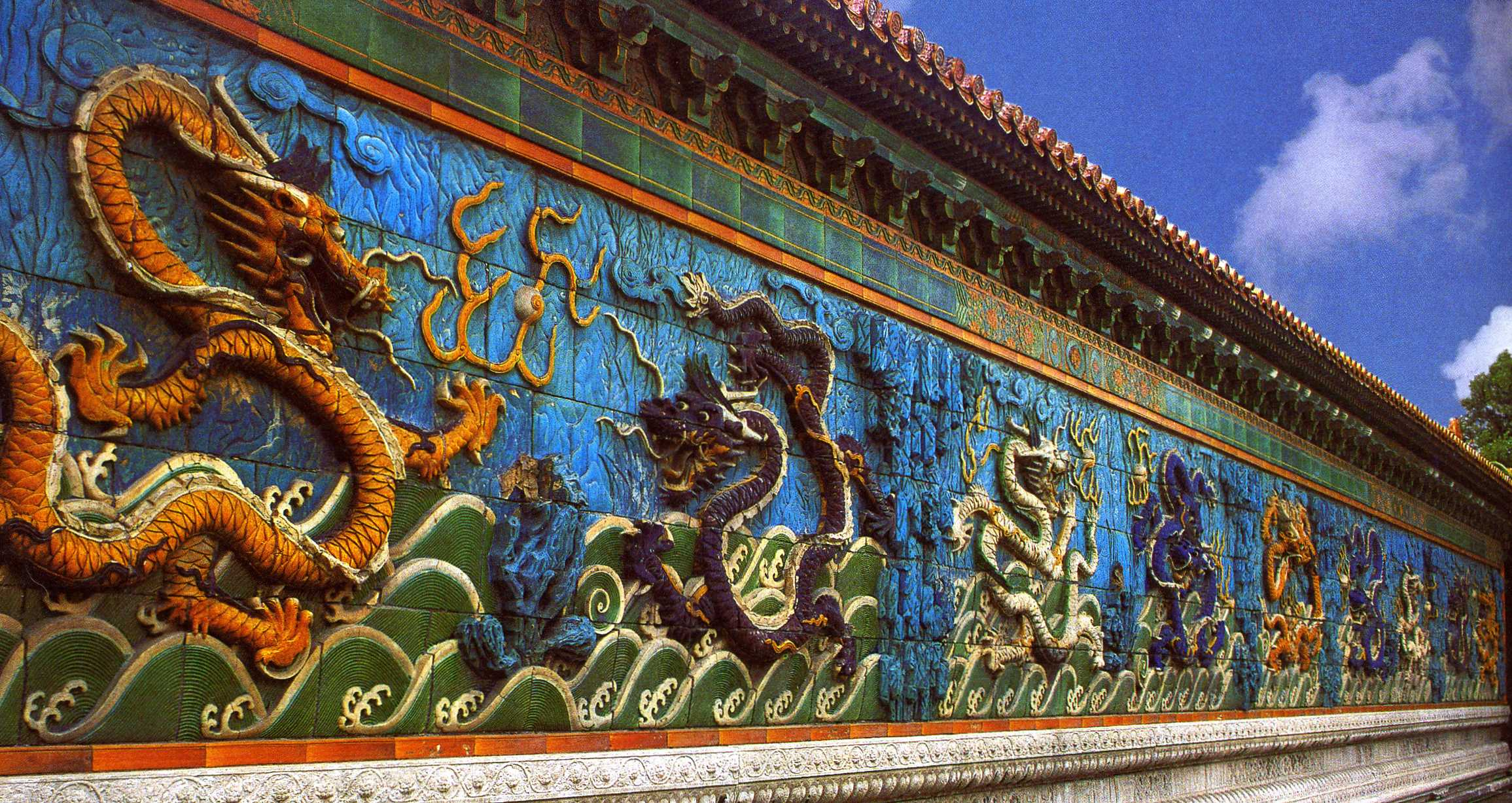
El muro de los Nueve Dragones en el Palacio de la Longevidad Tranquila de la Ciudad Prohibida (Pekín).

Prescindiendo de las manifestaciones de determinados aspectos de la cerámica funcional en el Lejano Oriente, con características e identidades propias —como el caso arqueológico de ciudades como Samarcanda, la suntuosidad de muchos ejemplos en la órbita del Indostán o su presencia en la Ciudad Prohibida (Pekín)—, el azulejo, siguiendo el patrón mesopotámico ha dejado una geografía monumental desde el Oriente Medio hasta el confín atlántico europeo. En ese mapa cabría destacar su presencia desde la Baja Edad Media en países como Portugal, Marruecos y España, y dentro de ellos ciudades como Lisboa, Oporto o Sacavém en la nación lusitana, por citar las capitales más destacadas; Casablanca, Marrakech o Fez en el Magreb; y Barcelona (con originales ejemplos del modernismo catalán), Madrid, el Levante español, Sevilla, Granada (y en general el urbanismo monumental de Andalucía).
En Iberoamérica se conservan excelentes ejemplos tanto en la arquitectura colonial como en la del periodo independentista. Y ya en el siglo XX pueden encontrarse muestras en enclaves tan remotos como el velamen de la Ópera de Sídney, en Australia.

## Museos y colecciones

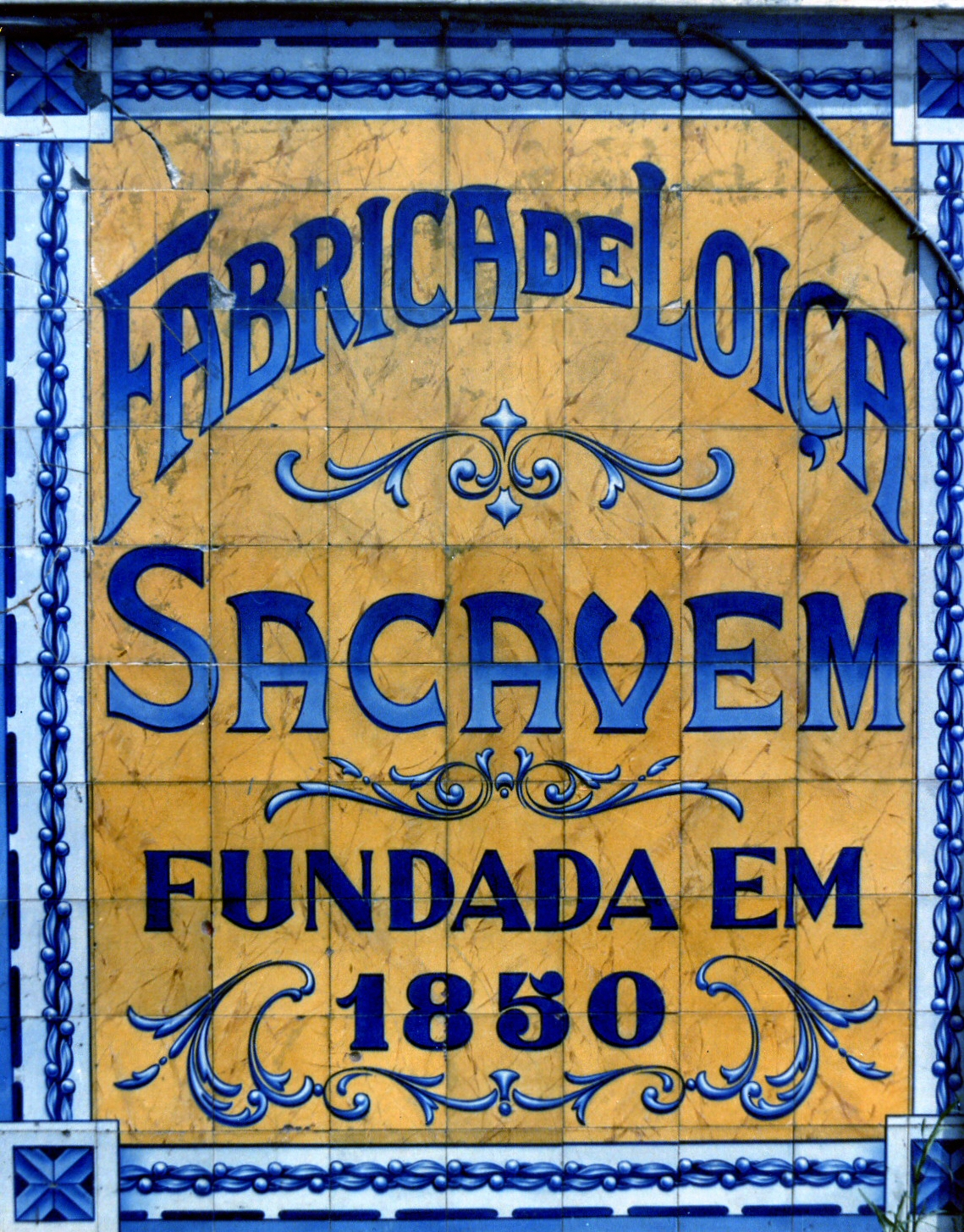
Azulejo situado en la entrada de la antigua fábrica de loza de Sacavém, «ex libris» de la localidad portuguesa.

- Museo Nacional del Azulejo (Portugal).
- Museo de Artes y Costumbres Populares (Sevilla), España.
- Museo Nacional de Cerámica y de las Artes Suntuarias González Martí, en Valencia, España.[50]
- Museo del Azulejo de Montevideo (Uruguay).
- Museo del azulejo «Manolo Safont», en Onda, España.[51]
- Galería de los Azulejos del Palacio de Viana (Córdoba), España.[52]
- Museo Azulejo, en Colonia (Uruguay).[53]
- Museo del Pabellón de los Azulejos, en (Estambul) Turquía.[54]